# Los siete niños de Écija
Los siete niños de Écija fue una cuadrilla de bandoleros españoles, activa en las proximidades de Écija (Sevilla) entre 1814 y 1818.

## Historia
Iniciaron sus aventuras en 1808 como una guerrilla patriótica formada para luchar contra las huestes del invasor Napoleón, de la que surgió la cuadrilla de bandoleros. Bajo el mando del bravo capitán Luis de Vargas se constituyó la primera banda compuesta, efectivamente, por "niños", que por diferentes motivos fueron muy perseguidos por la justicia: Juan Palomo, Satanás, Malafacha, Cándido, El Cencerro y Tragabuches. Se suponía que la integraban siempre siete bandidos, que se renovaban a medida que alguno de sus miembros moría o caía preso. Llegaron a dominar la carretera general de Andalucía, entre Sevilla y Córdoba; pero en julio de 1817, mediante un edicto, se inició una campaña contra ellos y en el curso de un año y medio fueron capturados siete, pero ninguno figuraba en el edicto, tres eran de Écija y los restantes de los alrededores.
Fueron ejecutados la mayor parte de los apresados, entre los que figuraba Fray Antonio de Legama, a quien se dio garrote en Sevilla, y el ecijano Francisco Huertas, un bandolero de la nobleza a cuya ejecución asistieron todas las autoridades del pueblo, incluido el obispo.
De sus jefes son conocidos Pablo de Aroca, alias Ojitos, que consiguió escapar a la justicia, y Juan Palomo.

## En la cultura popular
Los siete niños de Écija o Los bandidos de Sierra Morena (1911) es un cortometraje de cine mudo dirigido por José María Codina.
En México se hizo una película, Los siete niños de Écija (1947), dirigida por Miguel Morayta Martínez y protagonizada por Julián Soler, Rosario Granados y Rafael Banquells.
La canción popularizada por Encarnita Polo Paco, Paco, Paco (1969), cuya letra se refiere a los bandoleros de esta cuadrilla, es una versión de Copla de los siete niños, escrita por Antonio Quintero, Rafael de León y Manuel López -Quiroga , que también fue interpretada por Marifé de Triana (1962) y Concha Piquer (1943).

## Integrantes
- Luis de Vargas
- Fray Antonio de Legama
- Pablo de Aroca, "Ojitos"
- Juan Palomo
- Satanás
- Malafacha
- Cándido
- El Cencerro
- José Ulloa “Tragabuches”
- Juan Repiso
- Francisco Huertas
- Juan Antonio Gutiérrez, "El Cojo"
- Zamarrita
- Flores Arocha